# Porębski Groń
Porębski Groń (742 m n.op.m.) – szczyt w Paśmie Bukowskim w Beskidzie Małym. Znajduje się pomiędzy Przełęczą Bukowską i Małą Bukową w paśmie, które na Błasiakówce odgałęzia się od głównego grzbietu Beskidu Małego i biegnie w zachodnim kierunku, do Jeziora Czanieckiego. Porębski Groń jest zwornikiem. Od Pasma Bukowca odgałęzia się od niego na północ, poprzez Przełęcz pod Złotą Górką, grzbiet Złotej Górki. Z dolinek wcinających się w stoki Porębskiego Gronia wypływają 3 potoki: dopływ Wielkiej Puszczy, dopływ Domaczki i Roczynka.
Nazwa szczytu jest stara, pochodzi od wsi Porąbka, przed rozbiorami Polski nazywanej Porębką. Na wielu mapach szczyt jest zaznaczany, ale bez nazwy. Szczyt ten jest jednym z najlepszych punktów widokowych w Beskidzie Małym.
Na południowym stoku Porębskiego Gronia, przy zielonym szlaku (Porąbka – Przełęcz Kocierska), znajduje się murowana kapliczka z obrazem Matki Boskiej Śnieżnej oraz wypływającym spod niej źródełkiem. Z jej powstaniem wiąże się legenda o mieszkańcu osiedla Trzonka, który – powołany do austriackiego wojska – ślubował, że jeżeli powróci szczęśliwie do domu, wystawi kaplicę. Corocznie, w pierwszą niedzielę sierpnia organizowany jest tu górski odpust.
Grzbietem Porębskiego Gronia biegnie granica między Kocierzem Rychwałdzkim w województwie śląskim (stok południowy) i wsią Brzezinka w województwie małopolskim.

## Szlaki turystyczne
Przełęcz Bukowska – Porębski Groń – Złota Górka – Targanice – Jawornica – Potrójna – Łamana Skała – Rzyki-Praciaki. Czas przejścia do Targanic: 1:05, ↑1:45 h.
 Porąbka – Bukowski Groń – Trzonka – Przełęcz Bukowska – Porębski Groń – Mała Bukowa – Przełęcz Targanicka – Capia Górka – Kaprówka – Przełęcz Cygańska – Góra Cygańska – Przełęcz Kocierska. Czas przejścia: 4:10 h, ↓ 3:40 h